# Patrick Boivin
Patrick Boivin, né en 1975 à Québec, est un réalisateur, scénariste, monteur, animateur et artiste québécois.

## Carrière
Issu du monde de la bande dessinée, Patrick Boivin fait ses débuts en réalisant la série télévisée Phylactere Cola (diffusée à Télé-Québec). L'émission a ensuite poursuivi sa route sur les ondes de Télé-Québec. Artiste autodidacte, il n'a jamais eu de formation particulière en audiovisuel. Phylactere Cola a d'ailleurs été un laboratoire lors de ses débuts dans une télé communautaire de Québec. 
Il nomme Tom Waits, Roy Andersson, Federico Fellini et Paul Thomas Anderson parmi les artistes qui ont influencé son style.
En 2008, son court-métrage Ça pis tout l’reste (That, and everything else) a été choisi par Québec Gold comme l’un de 10 meilleurs courts-métrages québécois. Ses films ont été projetés lors de nombreux festivals des films internationaux à travers le monde, dont le Festival des films du monde de Montréal, le Commonwealth Film Festival en Royaume-Uni et le Festival international du film francophone de Namur en Belgique.
Beaucoup de ses films ont eu un vrai succès sur YouTube et ont été visionnés plus d'un million de fois. Il a créé les vidéos en technique d’animation en volume pour la chanson King Of The Dogs d'Iggy Pop et pour Play boy d'Indochine. Il a également créé des vidéos virales comme Iron Baby, Iron Man vs Bruce Lee et Dragon Baby.
En 2011, Patrick Boivin a développé son premier jeu vidéo pour iOS intitulé Scratch N 'Dance Crottey Bunny sous la marque Monsieur Monsieur Boivin, qu'il a créé avec son frère.

## Vie privée
Son épouse est la costumière Sandrine Bulté,, qui est aussi la secrétaire de Patrick Boivin Inc. En 2010, Sandrine Bulté a joué dans le film de son mari I shot your ex-girlfriend! avec Eve Duranceau, Rémi-Pierre Paquin et Patrick Guérard. 
Ses enfants participent à ses projets. Il a filmé dans sa vidéo Iron Baby sa fille, Marguerite Bulte Boivin, qui avait un an en ce moment-là, et ensuite, il a filmé son fils, Romeo Elvis Bulte Boivin, dans la virale Dragon Baby,. 
Patrick réside actuellement à Montréal, au Canada.

## Filmographie

### Comme réalisateur

#### Courts métrages
- 2005 : Radio
- 2006 : La Lettre
- 2008 : Le Queloune
- 2009 : Tête blanche

#### Longs métrages
- 2011 : Enfin l'automne
- 2014 : Bunker

#### Télévision
- 2001 - 2003 : Phylactère Cola
- 2014 : Superosma 2

### Comme scénariste
- 2005 : Radio
- 2006 : La Lettre
- 2008 : Le Queloune
- 2009 : Tête blanche
- 2011 : Enfin l'automne

### Comme monteur
- 2005 : Radio
- 2006 : La Lettre
- 2009 : Tête blanche
- 2014 : Bunker

### Comme animateur
- 2001 - 2003 : Phylactère Cola

## Distinctions
- 2003 : prix Gémeaux : Meilleure réalisation : spéciale ou série humoristique, pour Phylactère Cola.